# Watanabe E9W
Watanabe E9W là một loại thủy phi cơ trinh sát trang bị cho tàu ngầm, đây là máy bay đầu tiên do Watanabe Ironworks thiết kế.

## Quốc gia sử dụng
Nhật Bản
- Không quân Hải quân Đế quốc Nhật Bản

## Tính năng kỹ chiến thuật (E9W1)
Dữ liệu lấy từ War Planes of The Second World War: Volume Six: Floatplanes 
Đặc điểm tổng quát
- Kíp lái: 2
- Chiều dài: 8 m (26 ft 3 in)
- Sải cánh: 9,91 m (32 ft 9½ in)
- Chiều cao: 3,71 m (12 ft 2 in)
- Diện tích cánh: 23,51 m2 (252,95 ft2)
- Trọng lượng rỗng: 882 kg (1.940 lb)
- Trọng lượng có tải: 1.253 kg (2.756 lb)
- Powerplant: 1 × Hitachi Tempu II, 224 kW (300 hp)

Hiệu suất bay
- Vận tốc cực đại: 232 km/h (144 mph)
- Vận tốc hành trình: 148 km/h (92 mph)
- Tầm bay: 731 km (454[2] dặm)
- Thời gian bay: 4,9 giờ
- Trần bay: 6.740 m (22.100 ft)

Vũ khí trang bị
- 1 x súng máy 7.7mm (0.303in)